# Qatar Exchange
Qatar Exchange (tidigare Doha Securities Market) är den största aktiemarknadsplatsen i Qatar. Marknaden grundades 1997 och är beläget i huvudstaden Doha. Dess namn är förkortat DSM. NYSE Euronext äger 20% av DSM. Marknaden har idag 44 börsnoterade företag.
I juni 2009 ändrades namnet till Qatar Exchange.